# Dioon pectinatum
Dioon pectinatum là một loài thực vật hạt trần trong họ Zamiaceae. Loài này được Mast. mô tả khoa học đầu tiên năm 1893.